# Proton-K

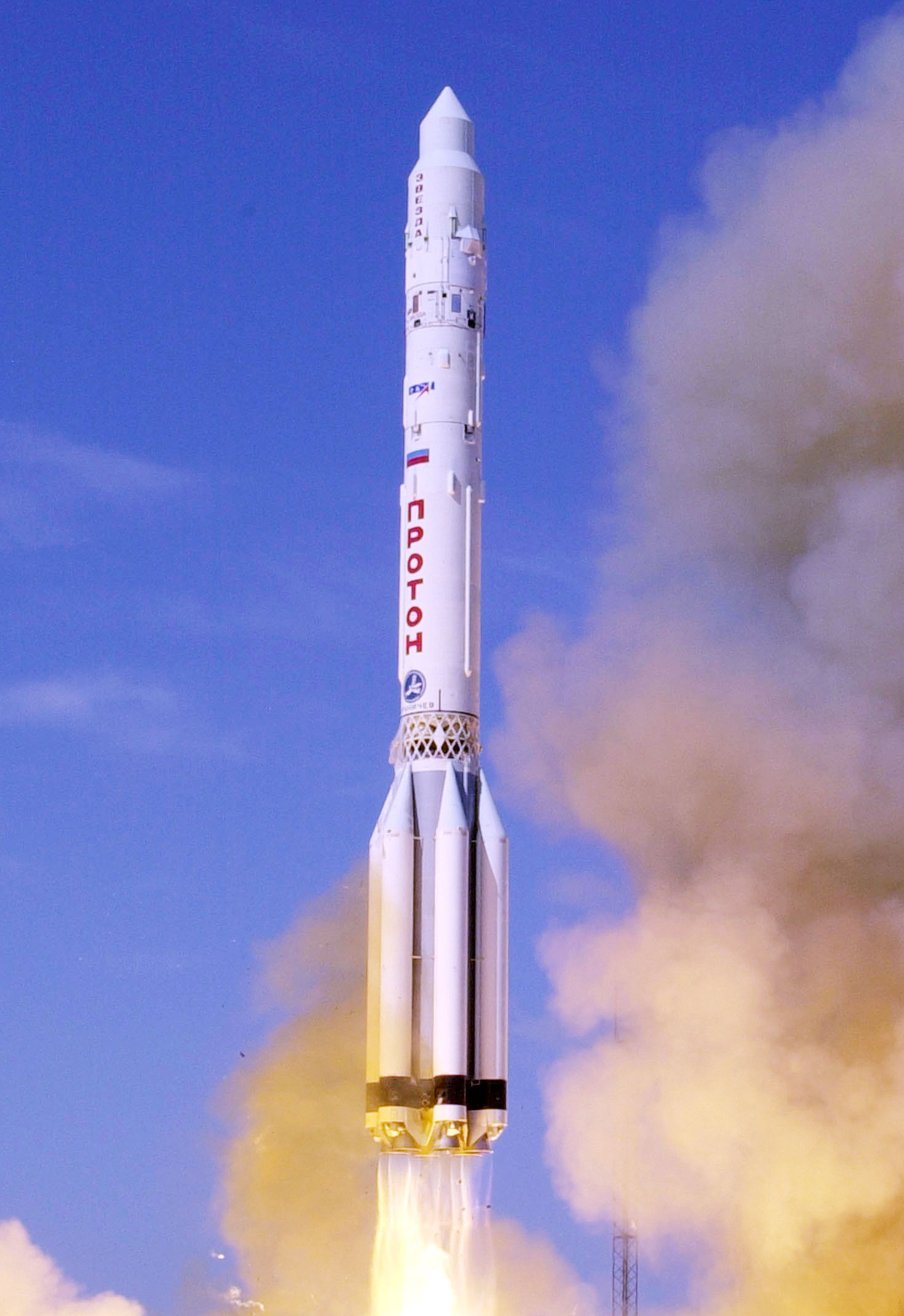
O foguete Proton-K logo após o lançamento.

O foguete Proton-K, em russo, Протон-K, foi um veículo de lançamento descartável, também conhecido como Proton 8K82K, membro da família de foguetes Proton.
A finalidade original era ser um "Super ICBM", mas nunca chegou a ser usado nessa função. Ele foi um projeto de Vladimir Chelomei, construído no Khrunichev State Research and Production Space Center, como alternativa ao foguete N-1.
O primeiro voo ocorreu em 10 de março de 1967, e o último em 30 de março de 2012.